# شارلوت نیکدائو
شارلوت نیکدائو (انگلیسی: Charlotte Nicdao؛ زادهٔ ۱۴ اوت ۱۹۹۱) بازیگر، موسیقی‌دان و آهنگساز اهل استرالیا است.
از فیلم‌ها یا برنامه‌های تلویزیونی که وی در آن نقش داشته‌است، می‌توان به جستجوی افسانه‌ای، وقت ماجراجویی:سرزمین‌های دوردست، لطفا منو دوست داشته باش و ثور: رگناروک اشاره کرد.